# Pseudolampona marun
Pseudolampona marun là một loài nhện trong họ Lamponidae. Loài này được phát hiện ở Queensland.